# 愛知県道410号伊古部老津線

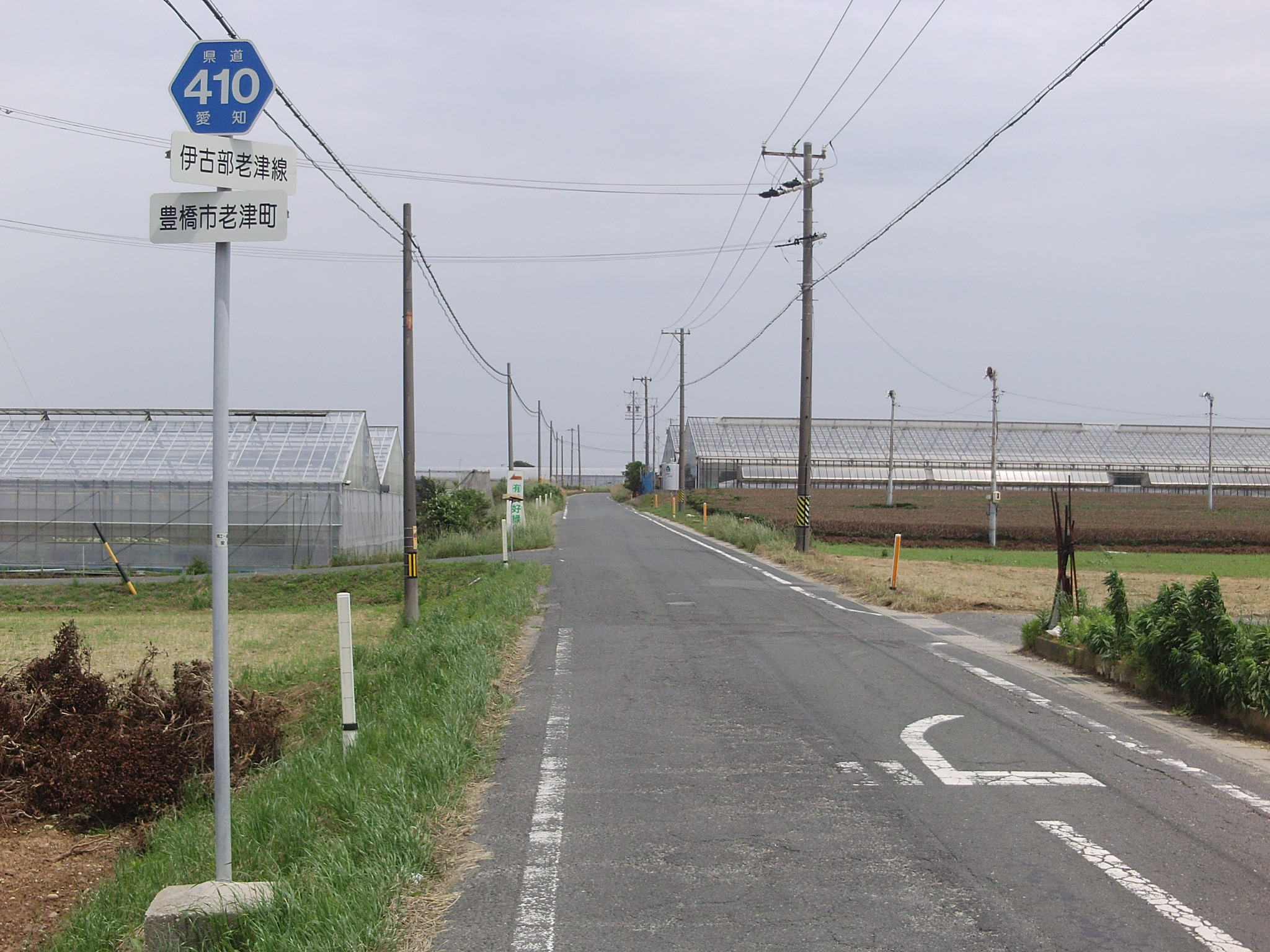
老津町。沿線は多くが圃場。

愛知県道410号伊古部老津線（あいちけんどう410ごう いこべおいつせん）は、愛知県豊橋市伊古部町から同市老津町に至る一般県道である。

## 概要

### 路線データ
- 起点：愛知県豊橋市伊古部町（国道42号交点）
- 終点：愛知県豊橋市老津町（愛知県道411号城下老津線交点）

## 歴史

### 年表
- 1959年（昭和34年）12月15日 認定[1]

## 接続する道路
- 国道42号（表浜街道）（伊古部西交差点）
- 愛知県道409号東赤沢植田線（富士見街道）（富士見台交差点）
- 愛知県道411号城下老津線（豊橋市老津町西高縄）

## 沿線
- 豊橋市立高豊中学校
- 豊川用水万場調整池
- 豊橋鉄道渥美線 老津駅